# 山口県道142号久杉高水停車場線
山口県道142号久杉高水停車場線（やまぐちけんどう142ごう くすぎたかみずていしゃじょうせん）は、山口県岩国市を通る一般県道である。

## 概要
岩国市周東町獺越（おそごえ）からJR西日本岩徳線 高水駅に至る。

### 路線データ
- 起点：岩国市周東町獺越（山口県道5号周東美川線交点）
- 終点：周南市大字原（JR西日本岩徳線 高水駅前、山口県道167号高水停車場線起点）

## 歴史
- 1958年（昭和33年）10月1日 - 山口県告示第644号の2により認定される。
- 1972年（昭和47年） - 山口県の県道番号再編により現行の路線番号に変更される。
- 2003年（平成15年）4月21日 - 新南陽市・徳山市・熊毛郡熊毛町、都濃郡鹿野町が対等合併して周南市が発足したことに伴い終点の地名表記が変更される（熊毛郡熊毛町原→周南市原）。
- 2006年（平成18年）3月20日 - 和木町を除く玖珂郡の町村と岩国市が対等合併して改めて岩国市が発足したことに伴い起点の地名表記が変更される（玖珂郡周東町獺越→岩国市周東町獺越）。

## 路線状況

### 重複区間
- 国道376号（岩国市周東町獺越 - 岩国市周東町下須通・西長野郵便局前交差点）
- 国道2号（岩国市周東町下須通・西長野郵便局前交差点 - 岩国市周東町西長野・西長野交差点）
- 山口県道167号高水停車場線（周南市大字原）

## 地理

### 通過する自治体
- 山口県
  - 岩国市 - 周南市

### 交差する道路
| 交差する道路                                | 市町村名 | 交差する場所           | 交差する場所         |
| ------------------------------------------- | -------- | ---------------------- | -------------------- |
| 山口県道5号周東美川線                       | 岩国市   | 周東町獺越（おそごえ） | 起点                 |
| 国道376号 重複区間起点                      | 岩国市   | 周東町獺越             |                      |
| 国道2号 重複区間起点 国道376号 重複区間終点 | 岩国市   | 周東町下須通           | 西長野郵便局前交差点 |
| 国道2号 重複区間終点                        | 岩国市   | 周東町西長野           | 西長野交差点         |
| 山口県道144号光玖珂線                       | 岩国市   | 周東町差川             |                      |
| 山口県道167号高水停車場線 重複区間起点      | 周南市   | 大字原                 |                      |
| 山口県道167号高水停車場線 重複区間終点      | 周南市   | 大字原                 | 終点                 |

### 交差する鉄道
- 山陽新幹線
- 岩徳線

### 沿線
- 岩国市立周北小学校
- 岩国市立修成小学校
- 西国街道（旧山陽道）
- JR西日本岩徳線 高水駅